# Občina Sveti Jurij ob Ščavnici
Občina Sveti Jurij ob Ščavnici (slovinsky Občina Sveti Jurij ob Ščavnici, německy Gemeinde Sankt Georgen an der Stainz) je jednou z 212 občin ve Slovinsku. Nachází se v Pomurském regionu (slovinsky Pomurska statistična regija) na území historického Dolního Štýrska. Občinu tvoří 27 sídel, její rozloha je 51,3 km² a k 1. lednu 2017 zde žilo 2 827 obyvatel. Správním střediskem občiny je vesnice Sveti Jurij ob Ščavnici.

## Členění občiny
Občina se dělí na sídla:
- Biserjane
- Blaguš
- Bolehnečici
- Brezje
- Čakova
- Dragotinci
- Gabrc
- Galušak
- Grabonoš
- Grabšinci
- Jamna
- Kočki vrh
- Kokolajnščak
- Kraljevci
- Kupetinci
- Kutinci
- Mali Moravščak
- Rožički vrh
- Selišči
- Slaptinci
- Sovjak
- Stanetinci
- Stara Gora
- Sveti Jurij ob Ščavnici
- Terbegovci
- Ženik
- Žihlava